# میوستورنه

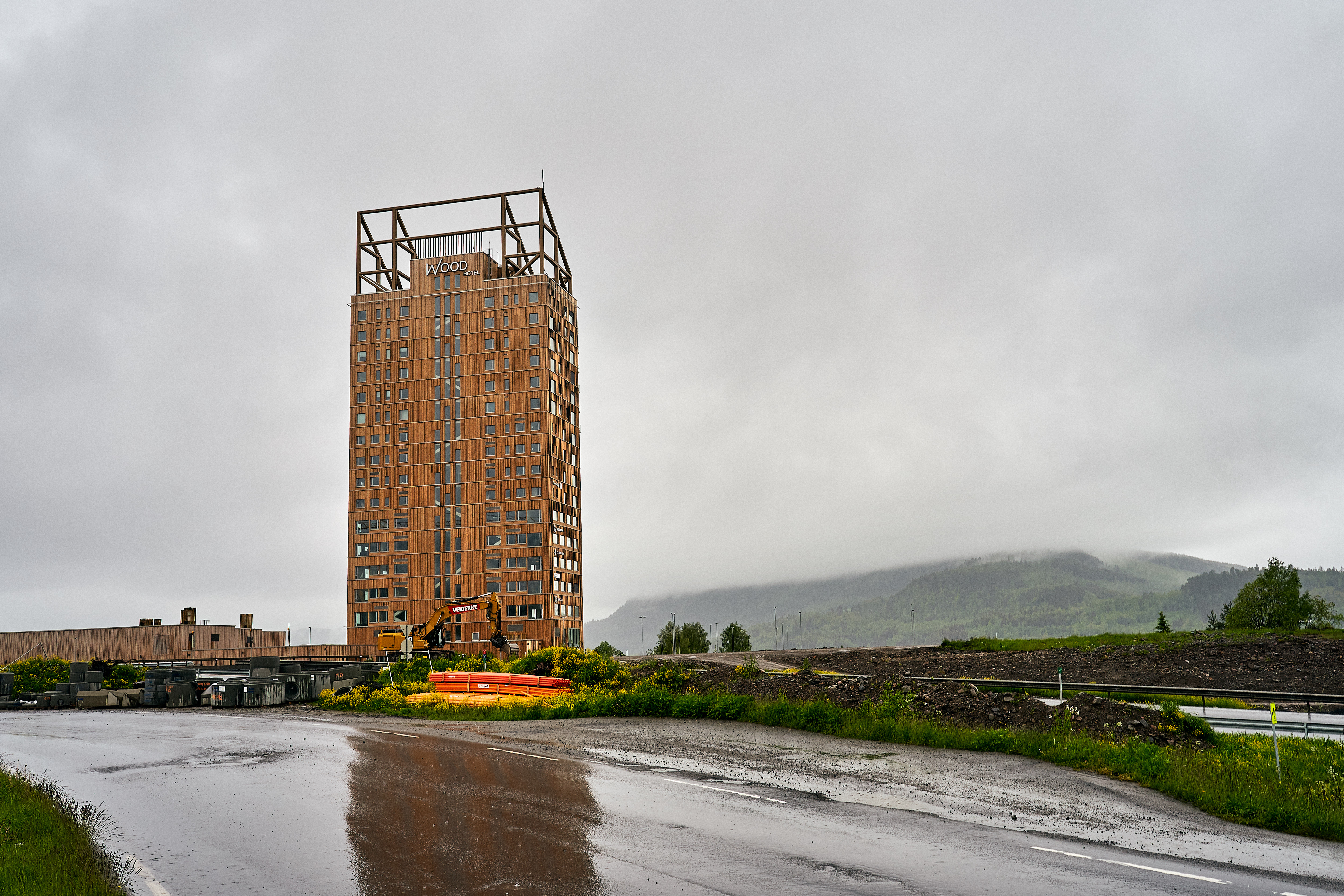
برج در دریاچه میوسا ۲۰۱۹

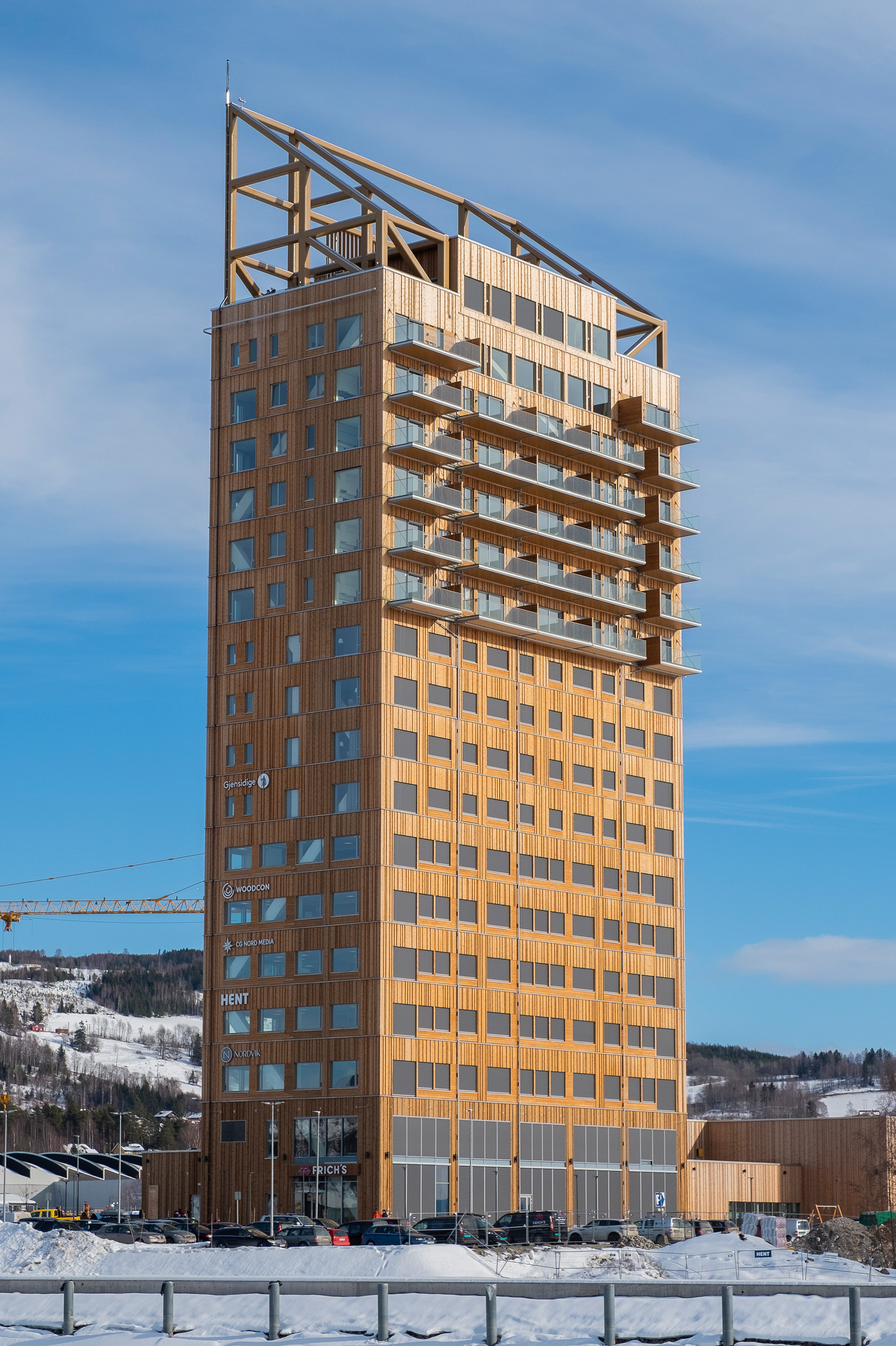
میوستورنه در مارس ۲۰۱۹

میوستورنه (نروژی: Mjøstårnet) یک ساختمان ۱۸ طبقه با کاربری مختلط در بروموندال، نروژ است که در مارس ۲۰۱۹ تکمیل شد. این ساختمان با ارتفاع ۸۵٫۴ متر (۲۸۰ فوت) یک چوب‌خراش رسماً بلندترین ساختمان چوبی جهان است. میوستورنه به عنوان «برج دریاچه میوسا» ترجمه می‌شود. نام این ساختمان از بزرگترین دریاچه نروژ گرفته شده‌است که در کنار آن قرار دارد.
مجموع سطح زیربنای ساختمان در حدود ۱۱٬۳۰۰ متر مربع (۱۲۲٬۰۰۰ فوت مربع) است. این ساختمان دارای یک هتل، آپارتمان، دفاتر، یک رستوران و فضاهای مشترک و نیز یک استخر در مجاورت طبقه اول است که ۴٬۷۰۰ متر مربع (۵۱٬۰۰۰ فوت مربع) اندازه دارد و همچنین از چوب ساخته شده‌است.
میوستورنه توسط استودیوی نروژی ول آرکیتکتر "Voll Arkitekter" برای شرکت ای‌بی اینوست "AB Invest" طراحی شده‌است. سازه‌های چوبی توسط شرکت نروژی موئلون لیمتره "Moelven Limtre" نصب شده‌است، از جمله سازه‌های باربر در چوب گلولام. الوار متقاطع چندلایه برای راه‌پله‌ها، چاه آسانسور و بالکن استفاده شد.
از آنجایی که عناصر ساختاری عمودی/عرضی اصلی و سیستم‌های پوشاننده کف میوستورنه از چوب ساخته شده‌اند، ساختمان یک سازه تمام چوب در نظر گرفته می‌شود. یک ساختار تمام چوب ممکن است شامل استفاده از اتصالات غیر چوبی در محل بین عناصر چوبی باشد. همچنین ممکن است شامل طبقات غیر چوبی باشد تا زمانی که عرشه‌ها توسط یک سازه اولیه ساخته شده از چوب (تکیه بر تیرهای چوبی) پشتیبانی می‌شوند. در میوستورنه، دال بتنی در هفت طبقه بالا به منظور رسیدگی به معیارهای راحتی و آکوستیک استفاده شد.
بلندترین ساختمان چوبی بعدی برج ۲۴ طبقه هوهو با ارتفاع ۸۴-متر (۲۷۶-فوت) در وین، اتریش است. با این حال، این ساختمان یک ساختمان کامپوزیت چوب-بتن است، زیرا طبق تعریف 'CTBUH' دارای هسته بتنی است که ساختمان را تثبیت می‌کند.
شرکت ژاپنی محصولات چوبی Sumitomo Forestry برای بزرگداشت سی و پنجاهمین سالگرد آن در سال ۲۰۴۱، پروژه W350 را پیشنهاد می‌کند که یک برج ۷۰ طبقه ۳۵۰-متر (۱٬۱۵۰-فوت) بسازد.